# 康斯坦丁·契尔年科
康斯坦丁·乌斯季诺维奇·契尔年科（俄語：Константин Устинович Черненко，羅馬化：Konstantin Ustinovich Chernenko，發音：[kənstɐnʲˈtʲin ʊsʲˈtʲinəvʲɪtɕ tɕɪrˈnʲenkə]，羅馬化：Kostiantyn Ustynovych Chernenko；1911年9月24日—1985年3月10日），苏联政治家，前最高领导人，曾任苏共中央总书记、苏共中央政治局委员、苏联最高苏维埃主席团主席、苏联国防会议主席。

## 生平
1911年9月24日生于葉尼塞省波爾沙亞（今西伯利亚克拉斯诺亚尔斯克边疆区波爾沙亞）的一個烏克蘭裔貧窮农民家庭，其祖先從烏克蘭被流放至該地。1931年加入苏联共产党。年轻时曾给富农当雇工。自1929年起在共青团和共产党内担任过多种职务。
1941年－1943年任克拉斯诺亚尔斯克地区党委书记。从苏共中央高级党校毕业后当选为苏共奔萨州州委书记。1948年被任命为摩尔达维亚加盟共和国党中央宣传部长。
契尔年科结过两次婚，第一次结婚生下一个儿子（Albert Chernenko , 1935-2009)，其后又和第二任妻子（Anna Dmitrevna Lyubimova，1913-2010）于1944年结婚，生了两个女儿（Yelena Chernenko ，Vera Chernenko）和一个儿子（Vladimir Chernenko）。
1960年－1965年担任苏联最高苏维埃主席团秘书长。1965年以后曾任苏共中央总务部部长、中央办公厅主任；1976年后任苏共中央书记。1978年以来一直是苏共中央政治局委员。自1966年起任历届最高苏维埃代表，两次被授予社会主义劳动英雄称号。
安德罗波夫逝世后，1984年2月13日任苏共中央总书记和苏联最高苏维埃主席团主席。
任总书记后内外政策大体继承了前任安德罗波夫的改革方向。但是当时已经体弱多病，上任后不久健康更加恶化，无法正常履行职务，被迫和时任苏联外交部长葛罗米柯和苏联国防部长乌斯季诺夫分享权力组成三驾马车。1985年3月，仅任总书记13个月的契尔年科去世，终年73岁。戈尔巴乔夫接替了他的位子。

## 患病与去世
契尔年科年轻时已经有吸烟的习惯，这是他成年患上慢性阻塞性肺病及心脏衰竭的原因之一，在1983年，他曾经因支气管炎，胸膜炎和肺炎而缺席三个月的工作，1984年初，契尔年科在医院留医了一个多月，当时他的健康状况已经十分恶劣，同年2月9日，安德罗波夫病逝，契尔年科以72岁高龄成为苏联共产党总书记，在1984年2月至1985年3月的13个月里，契尔年科的健康状况越来越差，身体愈发虚弱，据称当时契尔年科在没人搀扶之下不能自行下床和不能自己穿衣服和繫领带，而且需要坐轮椅去办公室，同年7月，他患了肺炎。此外，他患上了肝硬化，肺气肿，心脏衰竭，1985年3月10日下午，契尔年科突然陷入昏迷，抢救后不治，在当夜去世，他去世后三个小时，54岁的戈尔巴乔夫成为苏联共产党总书记，成为历来最年轻的苏联领导人，契尔年科的国葬在1985年3月13日举行，葬于克里姆林宫红场墓园。

## 著作
- 主要著作为《苏联的人权》（Human Rights in Soviet Society）。中文版1992四川人民出版社
- 《契尔年科言论选集》（1971-1984）中文版1985年三联书店

## 參考文獻

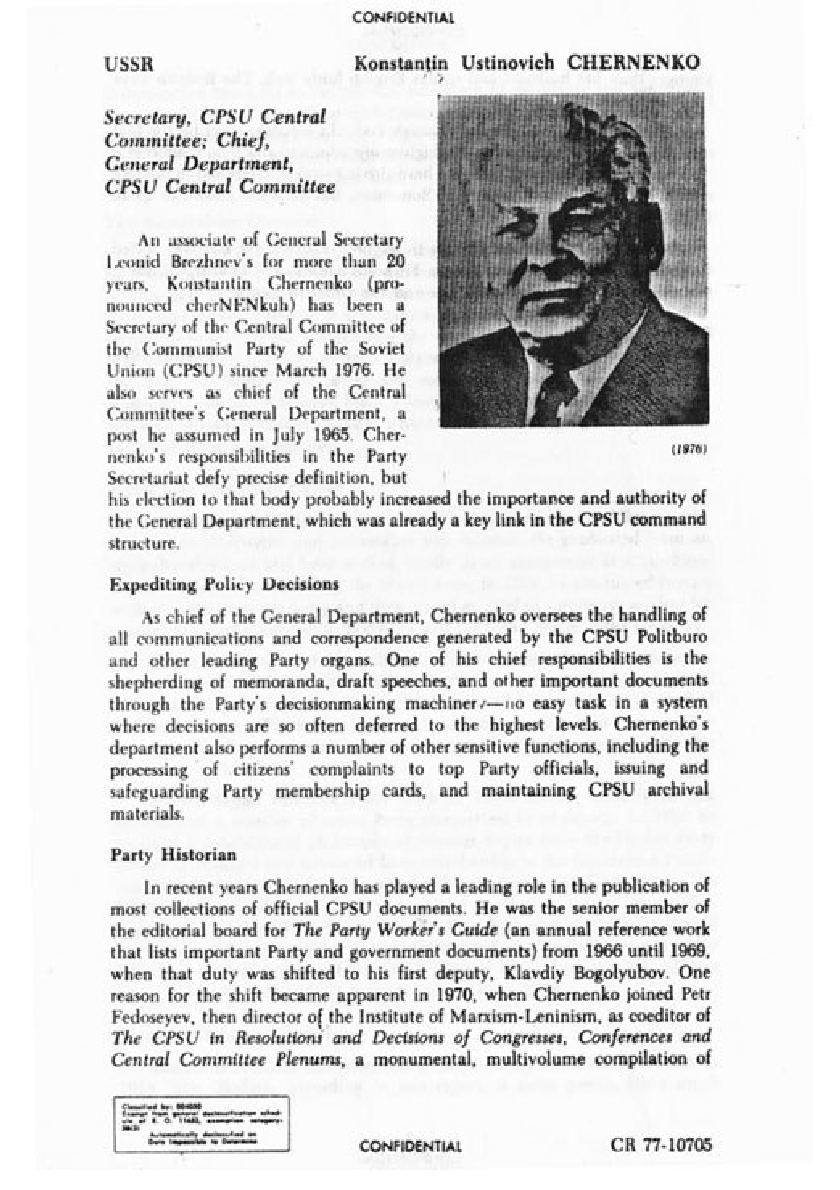
CIA的契爾年科檔案